# Matt McKeon
Pour les articles homonymes, voir McKeon.
Matthew John McKeon, né le 24 septembre 1974 à Saint-Louis dans le Missouri, est un ancien joueur international américain de soccer ayant évolué au poste de milieu de terrain.

## Biographie

### Carrière en sélection
Avec l'équipe des États-Unis, il joue 2 matchs (pour aucun but inscrit) en 1999. Il figure notamment dans le groupe des sélectionnés lors de la Coupe des confédérations de 1999.
Il participe également aux JO de 1996.
Il joue enfin la Coupe du monde des moins de 20 ans 1993 organisée en Australie.

## Palmarès
Kansas City Wizards
- Major League Soccer (1) :
  - Champion : 2000.